# WR 22
WR 22 (HD 92740) es un sistema estelar en la constelación de Carina.
Está asociado a una región H II —nube de gas y plasma brillante de gran tamaño en la cual se forman estrellas masivas— y se encuentra a 2,7 kilopársecs de distancia del sistema solar.
Su magnitud aparente es +6,42, siendo observable a simple vista en condiciones de buena visibilidad.
WR 22 es una estrella binaria compuesta por una estrella de Wolf-Rayet de tipo espectral WN7 y una estrella azul de la secuencia principal de tipo O9V.
La estrella de Wolf-Rayet tiene una temperatura efectiva de 44.700 K y una luminosidad 1.440.000 veces superior a la luminosidad solar.
Tiene un radio 20 veces más grande que el del Sol.
La estrella azul tiene una temperatura de 33.000 K y, pese a ser 133.000 veces más luminosa que el Sol, es 11 veces menos luminosa que su compañera.
Su radio es 11 veces más grande que el radio solar.
WR 22 constituye un sistema muy masivo, siendo la masa de la estrella de Wolf-Rayet 72 veces mayor que la del Sol y la de su compañera 25,7 veces la de nuestra estrella.
Ambas estrellas pierden masa; en el caso de la estrella de Wolf-Rayet, esta pérdida se estima en 1,6 × 10-5 veces la masa solar cada año.
El período orbital de esta binaria es de 80,3 días, siendo la órbita notablemente excéntrica (ε = 0,56).
El semieje mayor de la órbita es de 1,68 UA.
Los vientos estelares provenientes de ambas estrellas chocan formando una región de plasma de alta temperatura —que puede superar los 10 millones de K— emitiendo una importante cantidad de rayos X.
WR 22 es, asimismo, una binaria eclipsante, fluctuando su brillo 0,12 magnitudes en banda B.
En cuanto a variable recibe el nombre de V429 Carinae.